# Hrabstwo Seminole (Oklahoma)
Seminole – hrabstwo w stanie Oklahoma w USA. Populacja liczy 24 894 mieszkańców (stan według spisu z 2000 roku).

## Miasta
- Bowlegs
- Cromwell
- Konawa
- Lima
- Sasakwa
- Seminole
- Wewoka